# Concejo de Enciso y sus aldeas
El Concejo de Enciso y sus aldeas o Tierra de Enciso fue uno de los concejos del Reino de Castilla, que tuvo vigencia desde el siglo XII hasta el siglo XIX. 

## Toponimia e historia
La capitalidad estuvo en la villa de Enciso. En el voto de Fernán González se nombra a Enciso: "Omnes villæ de ambobus cameris, Orticosa, Enciso." En el siglo XIII, los castillos de Préjano y Enciso pertenecían a la Orden de Calatrava, de quien los tenía por su vida Don Vela Ladrón de Guevara, y en agradecimiento a este favor y en remisión de sus pecados, dio a la orden todo cuanto poseía en Écija; por Enciso y Préjano vuestros castillos que me dades, que tenga de vos en tenencia en toda mi vida.
Con la anexión de Navarra por Fernando el Católico, en 1512, se pacificó definitivamente toda la zona. La ciudad fue visitada por el papa Adriano VI el 22 de marzo de 1522.Con el nombre de Partido de Enciso formó parte de la Intendencia de Soria desde el siglo XVIII.
En 1822 con al división provincial proyectada por Bauzá y Larramendi, Enciso se incluye en la provincia de Logroño.

## Lugares que comprendía
La Tierra de Enciso contaba como centro la villa de Enciso y las 7 aldeas siguientes, con jurisdicción de señorío según el Libro de los Millones y el Censo de Floridablanca. Entre paréntesis figura el municipio al que pertenecen.
| - Enciso. - Ruedas (Enciso). | - Navalsaz (Enciso). - Poyales (Enciso). | - Villar (Enciso). - Garranzo (Enciso). | - Culquillas (despoblado, Enciso). - Valdevigas (despoblado, Enciso). |  |